# چک (سرده)
چک (Saxicola) سرده‌ای از پرندگان در تیرهٔ مگس‌گیران در راستهٔ گنجشک‌سانان است و نزدیک به ۱۵ گونه (زیست‌شناسی) دارد. 

## گونه‌ها
گونه‌های زیر اکنون به عنوان چک (Saxicola) پذیرفته شده‌اند:
- چک بوته‌ای Saxicola rubetra
- چک ابرو سفید یا چک ابرو سفید Saxicola macrorhynchus
- چک گلو سفید یا چک گلو سفید Saxicola insignis
- چک جزایر قناری یا چک فوئرته‌ونتورا Saxicola dacotiae
- چک اروپایی Saxicola rubicola
- چک سیبری Saxicola maurus
- چک اشتینگر Saxicola stejnegeri
- چک افریقایی Saxicola torquatus (در گذشته Saxicola torquatus معمولاً به همهٔ انواع بالاگونهٔ چک معمولی اشاره داشت و برخی منابع هنوز همینگونه طبقه‌بندی می‌کنند.)
- چک ماداگاسکار Saxicola sibilla
- چک رئونیون Saxicola tectes
- چک دم‌سفید Saxicola leucurus
- چک ابلق Saxicola caprata
- چک جردن Saxicola jerdoni
- چک خاکستری Saxicola ferreus
- چک شکم‌سفید Saxicola gutturalis